# Andy Herron
Andy Francisco Herrón Aguilar (ur. 3 lutego 1978 w Limón) – kostarykański piłkarz występujący na pozycji napastnika. Były reprezentant Kostaryki.

## Życiorys

### Kariera klubowa
Herron karierę rozpoczynał w 1996 roku w zespole A.D. Limonense. Spędził tam 5 lat. Następnie grał w Santos de Guápiles oraz CS Herediano. W 2004 roku podpisał kontrakt z amerykańskim Chicago Fire. W MLS zadebiutował 19 września 2004 w przegranym 1:3 pojedynku z D.C. United. Przez 3 sezony w barwach Chicago rozegrał 44 spotkania i zdobył 15 bramek.
W 2007 roku Herron odszedł do Columbus Crew, także grającego w MLS. Pierwszy ligowy mecz zaliczył tam 8 kwietnia 2007 przeciwko New York Red Bulls (0:0). W Columbus spędził jeden sezon. W 2008 roku przeniósł się do kostarykańskiego Puntarenas FC. Jednak jeszcze w tym samym roku wrócił do USA, gdzie ponownie został graczem Chicago Fire.
Na początku 2009 roku Herron podpisał kontrakt z CS Herediano. Grał tam przez rok. Potem występował w AD Ramonense, a w 2010 roku trafił do gwatemalskiego zespołu Universidad SC. W 2011 roku został królem strzelców tamtejszej ekstraklasy. Po tym osiągnięciu odszedł do ojczystego Limón FC, gdzie spędził kilka kolejnych miesięcy.
Na początku 2012 roku Herron przeszedł do amerykańskiego Fort Lauderdale Strikers z ligi North American Soccer League, stanowiącej drugi poziom rozgrywek.
Karierę klubową zakończył w amerykańskim klubie Atlanta Silverbacks.

### Kariera reprezentacyjna
W reprezentacji Kostaryki Herron zadebiutował w 2002 roku. W 2004 roku został powołany do kadry na Copa América. Zagrał na nim w meczach z Paragwajem (0:1), Brazylią (1:4), Chile (2:1, gol) i Kolumbią (0:2), a Kostaryka odpadła z rozgrywek w ćwierćfinale.
W 2009 roku Herron wziął udział w Złotym Pucharze CONCACAF. Wystąpił na nim w meczach z Salwadorem (1:2), Kanadą (2:2, gol), Gwadelupą (5:1, gol) oraz Meksykiem (1:1, 3:5 w rzutach karnych), a Kostaryka zakończyła turniej na półfinale.